# Karel Otčenášek
Karel Otčenášek (České Meziříčí, 13 aprile 1920 – Hradec Králové, 23 maggio 2011) è stato un arcivescovo cattolico ceco.

## Biografia
Monsignor Karel Otčenášek nacque a České Meziříčí il 13 aprile 1920. Era il figlio maggiore di Františka e Žofie Otčenáškových e aveva tre sorelle. Suo padre era in sedia a rotelle e sua madre casalinga.

### Formazione e ministero sacerdotale
Nel suo villaggio natale frequentò una scuola generale. Nel 1931 si trasferì a Praga, dove studiò presso il liceo dei gesuiti del quartiere Bubeneč grazie all'aiuto dell'allora preside Meziříčí. Terminò gli studi dopo otto anni, nel 1939, conseguendo il diploma con il massimo dei voti. Nello stesso anno iniziò gli studi teologici nel seminario della diocesi di Hradec Králové. Appena un mese dopo monsignor Mořic Pícha lo inviò a studiare a Roma. Prese residenza al Pontificio Collegio Nepomuceno e studiò per la licenza in teologia presso l'Ateneo del Pontificio Seminario Romano. Studiò nei sei anni in cui si combatté la seconda guerra mondiale. Otčenášek divenne membro dell'esercito straniero cecoslovacco ma non entrò mai in servizio effettivo.
Il 17 marzo 1945 fu ordinato presbitero per la diocesi di Hradec Králové a Roma. Nel settembre dello stesso anno tornò in patria. In seguito fu cappellano a Týnec nad Labem dal settembre del 1945 al febbraio del 1948 e a Horní Roveň dal febbraio del 1948 alla primavera del 1949 quando venne nominato amministratore parrocchiale di Senftenberg, dopo l'arresto del decano Josef Jakubec. Fu poi vice-rettore del seminario diocesano dall'ottobre del 1949 al giugno del 1950. Dopo la soppressione del seminario da parte del nuovo regime comunista che aveva preso il potere con il colpo di Stato del 1948, fu amministratore parrocchiale di Vrchlabí dalla primavera del 1951.

### Ministero episcopale
Il 30 marzo 1950 papa Pio XII lo nominò vescovo titolare di Chersoneso di Creta e amministratore apostolico sede plena di Hradec Králové. Ricevette l'ordinazione episcopale in segreto il 30 aprile successivo nella cappella di San Carlo Borromeo del vescovado di Hradec Králové dal vescovo della stessa diocesi Moric Picha. Alla cerimonia vi presero parte i professori del seminario di Hradec Králové Hájek e Gregor, František Novák e Rudolf Rykýř e il vicario cooperatore Stanislav Zeman. Al momento della sua ordinazione non aveva nemmeno l'età di trent'anni e l'anzianità di cinque richieste per la carica. Il governo in seguito considerò questa ordinazione non autorizzata come attività anti-statale e tradimento. Nel 1951 fu arrestato e rinchiuso nel monastero di Želiv, trasformato in campo di internamento per sacerdoti e religiosi. Vi era incarcerato anche monsignor František Tomášek. Dopo infruttuosi tentativi di rieducazione fu trasferito nel centro di detenzione di Pardubice dove rimase dal 1953 al 1954. Il tribunale di Hradec Králové in un processo farsa lo condannò a tredici anni di carcere per alto tradimento. Scontò la pena nelle prigioni di Mírov, Leopoldov e nell'ex certosa di Valdice.
Dopo il suo rilascio lavorò come operaio presso il caseificio di Opočno dal 1962 al 1965 anche se continuò a operare segretamente come sacerdote.
Nel 1965, dopo un intervento di papa Paolo VI, poté riprendere il ministero pastorale come parroco di Trmice e Ústí nad Labem anche se rimase sotto osservazione da parte delle autorità di sicurezza e non gli fu permesso di lasciare le due parrocchie. Durante la liberalizzazione politica promossa da Alexander Dubček fu parroco del quartiere Plotiště nad Labem di Hradec Králové. Durante la Primavera di Praga la sentenza del 1954 venne abrogata in quanto illegittima anche se poi non gli fu permesso di lavorare nella sua diocesi, poiché le riforme politiche furono abolite. Otčenášek dovette quindi tornare nella remota Trmice, dove fu nuovamente sorvegliato dai servizi di sicurezza dello Stato.

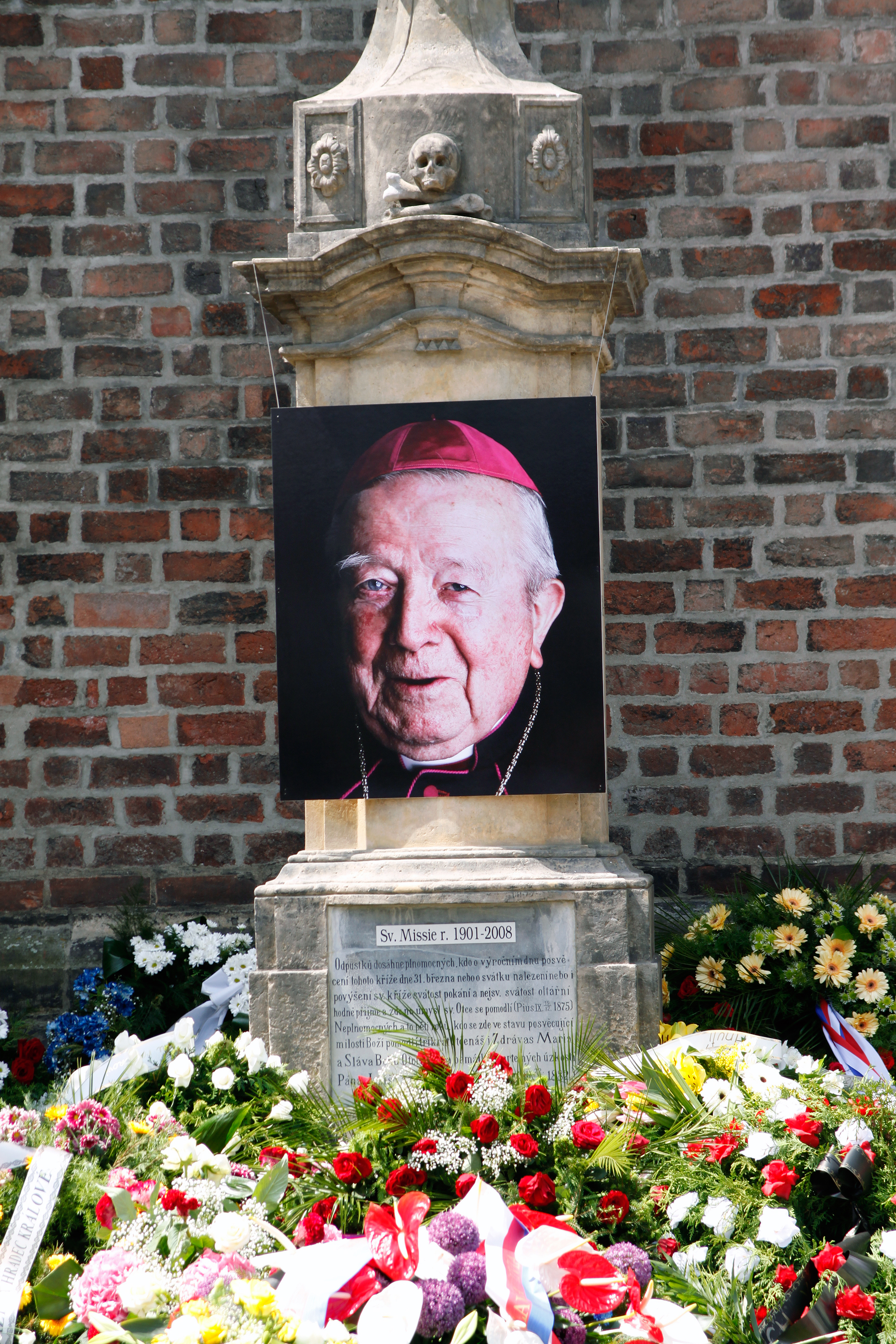
Tomba di monsignor Karel Otčenášek nella cattedrale di Hradec Králové.

Fu solo dopo la rivoluzione di velluto del 1989 che riuscì a prendere possesso dell'ufficio di vescovo per il quale era stato nominato quarant'anni prima. Il 21 dicembre 1989 papa Giovanni Paolo II lo nominò infatti vescovo di Hradec Králové. Prese possesso della diocesi il 27 gennaio 1990 alla presenza del presidente Václav Havel e del cardinale Jean-Marie Lustiger. Come vescovo, fece numerosi sforzi per ricostruire la vita della Chiesa nella sua diocesi e per la cura pastorale delle comunità. Avviò i restauri più necessari delle chiese, delle cappelle e delle parrocchie. Con il sostegno finanziario della diocesi di Sankt Pölten restaurò il palazzo del vescovado. Nell'ex collegio gesuita fu istituito un centro per la cultura, la pastorale e l'evangelizzazione, che prese il nome di "Nové Adalbertinum". Sponsor di Austria, Germania e del Canton Turgovia finanziarono l'opera. Il ginnasio arcivescovile, fondato nel 1992, prese il nome dal gesuita Bohuslav Balbín, nato a Hradec Králové.
Fu presidente della commissione per il clero della Conferenza episcopale cecoslovacca e presidente della commissione Iustitia et Pax della Conferenza episcopale ceca. Si batté per la riabilitazione e la compensazione dei preti, dei religiosi, delle religiose e dei prigionieri politici ingiustamente perseguitati e condannati. Raccolse le testimonianze di diversi di loro in un libro: Kamínky.
Il 6 giugno 1998 papa Giovanni Paolo II accettò la sua rinuncia al governo pastorale della diocesi per raggiunti limiti di età. Il 24 settembre successivo lo stesso pontefice lo elevò alla dignità arciepiscopale.
Nel 2000 monsignor Otčenášek confermò lo statuto fondatore della confraternita cattolica KStV Pragensis di Praga della quale era l'unico membro onorario.
Ricevette una medaglia d'oro dall'Università Carolina di Praga e una laurea honoris causa dall'Università di Hradec Králové. Ricevette la cittadinanza onoraria di Týnec nad Labem, České Meziříčí, Trmice e Rudoltice.
Era patrono dell'Unione internazionale degli esperantisti cattolici e assistente spirituale del Gran Priorato dell'Ordine di San Lazzaro.
Morì nel vescovado di Hradec Králové alle 21.45 del 23 maggio 2011 all'età di 91 anni. Le esequie si tennero il 3 giugno nella cattedrale di Hradec Králové. Al termine del rito fu sepolto nella cripta dello stesso edificio.

## Opere
- Mosaiksteinchen. Kleine Zeugnisse über die Christenverfolgung in der Zeit der kommunistischen Totalität und über ihre Bemühungen um die Freiheit und das Wohl des Vaterlands. Initiator und Patronanz: Mons. ThLic. Otčenášek; ins Deutsche übersetzt von Wilhelm Sitte. 1. Ausg., Bistum Hradec Králové, Hradec Králové 2004. 237 S.; 21 cm. ISBN 80-239-2992-5 (broschiert)

## Genealogia episcopale e successione apostolica
La genealogia episcopale è:
- Cardinale Scipione Rebiba
- Cardinale Giulio Antonio Santori
- Cardinale Girolamo Bernerio, O.P.
- Arcivescovo Galeazzo Sanvitale
- Cardinale Ludovico Ludovisi
- Cardinale Luigi Caetani
- Cardinale Ulderico Carpegna
- Cardinale Paluzzo Paluzzi Altieri degli Albertoni
- Papa Benedetto XIII
- Papa Benedetto XIV
- Cardinale Enrico Enriquez
- Arcivescovo Manuel Quintano Bonifaz
- Cardinale Buenaventura Córdoba Espinosa de la Cerda
- Cardinale Giuseppe Maria Doria Pamphilj
- Papa Pio VIII
- Papa Pio IX
- Cardinale Gustav Adolf von Hohenlohe-Schillingsfürst
- Arcivescovo Salvatore Magnasco
- Cardinale Gaetano Alimonda
- Cardinale Teodoro Valfrè di Bonzo
- Arcivescovo František Kordač
- Arcivescovo Karel Boromejský Kašpar
- Vescovo Mořic Pícha
- Arcivescovo Karel Otčenášek

La successione apostolica è:
- Vescovo Josef Kajnek (1992)
- Cardinale Dominik Duka, O.P. (1998)